# Barry River (Dominica)
Der Barry River ist ein Zufluss des Indian River in Dominica. Er verläuft im Parish St. John und mündet in den Indian River, kurz bevor dieser selbst in der Prince Rupert Bay (Portsmouth Bay) ins Karibische Meer mündet.

## Geographie
Der Barry River entsteht aus einem Schwarm von Quellflüssen, die in den Südhängen von Morne Les Héritiers (⊙) und Morne Brulés (⊙), sowie Morne Morson (⊙) entstehen.
Er fließt nach Westen und wendet sich am Ostrand von Portsmouth nach Süden, umfließt noch das Sugarloaf Estate auf der Nordseite und mündet dann in den Indian River.
Nach Norden schließt sich das Einzugsgebiet des South Branch River, eines Zuflusses des North River, an.